# Újszalonta

Újszalonta is een plaats (község) en gemeente in het Hongaarse comitaat Békés. Újszalonta telt 141 inwoners (2002).
De gemeente werd gevormd uit het buitengebied van de stad Salonta die door het Verdrag van Trianon buiten de grenzen van Hongarije raakte.